# Discografie van JoeyAK
Hieronder volgt de discografie van de Nederlandse rapper JoeyAK, met name zijn albums en zijn nummers met een notering in een hitlijst. 

## Albums
| Album          | Verschijnen      | Label        | Hitlijsten | Hitlijsten | Hitlijsten | Hitlijsten | Opmerkingen                     |
| Album          | Verschijnen      | Label        | BE (VL)    | BE (VL)    | NL         | NL         | Opmerkingen                     |
| Album          | Verschijnen      | Label        | Piek       | Weken      | Piek       | Weken      | Opmerkingen                     |
| -------------- | ---------------- | ------------ | ---------- | ---------- | ---------- | ---------- | ------------------------------- |
| Luitenant      | 7 januari 2018   | Eigen beheer | 131        | 2          | 5          | 22         | Studioalbum                     |
| Hhhk           | 12 oktober 2018  | Artsounds    | 77         | 2          | 2          | 11         | Studioalbum                     |
| Bodemboy       | 9 april 2021     | Artsounds    | 101        | 1          | 3          | 14         | Studioalbum / Goud in Nederland |
| Most hated     | 24 februari 2023 | MPG Music    | 14         | 10         | 1 (1 wk)   | 34         | Studioalbum                     |
| Bekijk 't maar | 29 november 2024 | MPG Music    | —          | —          | 13         | 2          | Studioalbum                     |

## Nummers met notering(en) in een hitlijst
| Lied                                                                    | Verschijnen       | Album                                                 | Hitlijsten | Hitlijsten | Hitlijsten  | Hitlijsten  | Hitlijsten   | Hitlijsten   | Opmerkingen                    |
| Lied                                                                    | Verschijnen       | Album                                                 | BE (VL)    | BE (VL)    | NL (Top 40) | NL (Top 40) | NL (Top 100) | NL (Top 100) | Opmerkingen                    |
| Lied                                                                    | Verschijnen       | Album                                                 | Piek       | Weken      | Piek        | Weken       | Piek         | Weken        | Opmerkingen                    |
| ----------------------------------------------------------------------- | ----------------- | ----------------------------------------------------- | ---------- | ---------- | ----------- | ----------- | ------------ | ------------ | ------------------------------ |
| Touchdown (met Jonna Fraser en Sevn Alias)                              | 27 oktober 2017   | Blessed II (van Jonna Fraser)                         | —          | —          | —           | —           | 30           | 2            |                                |
| Balmain (met Idaly en Boef)                                             | 7 januari 2018    | Luitenant                                             | —          | —          | —           | —           | 47           | 4            |                                |
| Karate (met Sevn Alias, Vic9 en D-Double)                               | 7 januari 2018    | Luitenant                                             | —          | —          | —           | —           | 88           | 1            |                                |
| Hooptie money (met Esko, MocroManiac en Cho)                            | 7 maart 2018      | Beats by Esko (van Esko)                              | —          | —          | —           | —           | 71           | 2            |                                |
| Hoofd heet (met Yung Felix)                                             | 17 augustus 2018  | Hhhk                                                  | —          | —          | —           | —           | 57           | 1            |                                |
| Weet niet (met Josylvio)                                                | 12 oktober 2018   | Hhhk                                                  | —          | —          | —           | —           | 56           | 1            |                                |
| Enge loesoe (met Drechter en 3robi)                                     | 12 oktober 2018   | Hhhk                                                  | —          | —          | —           | —           | 69           | 1            | Goud in Nederland              |
| Luitenant 2                                                             | 12 oktober 2018   | Hhhk                                                  | —          | —          | —           | —           | 74           | 1            |                                |
| Streets (met Josylvio, Moeman, Hef, Adje, Ashafar en LaFunky)           | 2 november 2018   | Hella Cash Gang (Vol. 1) (van Josylvio, Moeman en KA) | —          | —          | —           | —           | 28           | 2            |                                |
| Huts (met The Blockparty, Esko, Mouad Locos, Young Ellens en Chivv)     | 9 november 2018   | —                                                     | 35         | 6          | 16          | 10          | 1 (2 wkn)    | 25           | Platina in Nederland           |
| SVP (met Boef, Young Ellens en Sevn Alias)                              | 11 januari 2019   | 93 (van Boef)                                         | tip10      | —          | —           | —           | 6            | 9            |                                |
| Bottom (met Sevn Alias)                                                 | 8 februari 2019   | Big man (van Sevn Alias)                              | —          | —          | —           | —           | 52           | 2            |                                |
| Money Monica (met Hansie en Bizzey)                                     | 15 maart 2019     | —                                                     | —          | —          | —           | —           | 52           | 2            |                                |
| Doekoe (met Djaga Djaga)                                                | 10 mei 2019       | Bodemboy                                              | tip        | —          | —           | —           | 13           | 9            | Goud in Nederland              |
| Action (met Djaga Djaga en Killer Kamal)                                | 7 juni 2019       | —                                                     | —          | —          | —           | —           | 58           | 1            |                                |
| Bernie Mac (met Cho)                                                    | 13 juni 2019      | Since '93 (van Cho)                                   | —          | —          | —           | —           | 100          | 1            |                                |
| Vast in de trap (met Lijpe)                                             | 12 juli 2019      | Fastlife (van Lijpe)                                  | —          | —          | —           | —           | 38           | 2            |                                |
| Snelle jongen dunne jasje (met Henkie T)                                | 1 augustus 2019   | Visionair (van Henkie T)                              | tip        | —          | tip3        | —           | 9            | 14           | Platina in Nederland           |
| Luitenant 3                                                             | 9 augustus 2019   | —                                                     | —          | —          | —           | —           | 56           | 2            |                                |
| Niet iedereen                                                           | 18 oktober 2019   | —                                                     | —          | —          | —           | —           | 87           | 1            |                                |
| Gangster love                                                           | 15 november 2019  | Bodemboy                                              | —          | —          | —           | —           | 45           | 3            |                                |
| In die life (met Lijpe)                                                 | 13 december 2019  | Bodemboy                                              | tip        | —          | tip3        | —           | 5            | 10           | Goud in Nederland              |
| Amiri (met Trobi)                                                       | 31 januari 2020   | Bodemboy                                              | —          | —          | —           | —           | 52           | 2            |                                |
| Opp blazen (remix) (met Bigidagoe, KA, Mula B, Drechter en MocroManiac) | 6 november 2020   | —                                                     | —          | —          | —           | —           | 80           | 1            |                                |
| Handrem (met Lijpe en KA)                                               | 5 maart 2021      | Verzegeld (van Lijpe)                                 | —          | —          | —           | —           | 16           | 2            |                                |
| Geen hype (met Kevin en Lil' Kleine)                                    | 12 maart 2021     | Bodemboy                                              | tip        | —          | tip9        | —           | 7            | 10           | Goud in Nederland              |
| Nike Tech (met Ashafar, Mula B, Josylvio en 3robi)                      | 12 maart 2021     | Etappes (van Ashafar)                                 | tip10      | —          | tip8        | —           | 11           | 15           | Goud in Nederland en in België |
| Zoveel tegenslagen (met Henkie T)                                       | 28 maart 2021     | Bodemboy                                              | —          | —          | —           | —           | 88           | 1            |                                |
| Telt niet mee (met Josylvio)                                            | 9 april 2021      | Bodemboy                                              | —          | —          | —           | —           | 34           | 5            |                                |
| Blender (met Lijpe)                                                     | 9 april 2021      | Bodemboy                                              | —          | —          | —           | —           | 96           | 1            |                                |
| Wat is wat (met Esko en KA)                                             | 2 juli 2021       | Feniks (van Esko)                                     | —          | —          | —           | —           | 44           | 2            | Goud in Nederland              |
| Raw                                                                     | 1 oktober 2021    | —                                                     | —          | —          | —           | —           | 43           | 2            |                                |
| Laat het niet lijken (met Frenna)                                       | 15 oktober 2021   | —                                                     | —          | —          | —           | —           | 36           | 3            |                                |
| Die man (met KA)                                                        | 22 oktober 2021   | Recklezz (van KA)                                     | —          | —          | —           | —           | 23           | 4            | Goud in Nederland              |
| Zo geleefd                                                              | 3 december 2021   | —                                                     | —          | —          | —           | —           | 82           | 1            |                                |
| 6 rap                                                                   | 7 januari 2022    | —                                                     | —          | —          | —           | —           | 82           | 1            |                                |
| Jongens van plein (met Lil' Kleine)                                     | 28 januari 2022   | Ibiza Stories (van Lil' Kleine)                       | —          | —          | tip12       | —           | 2            | 8            | Goud in Nederland              |
| Schaap & Citroen (met Lil' Kleine)                                      | 28 januari 2022   | Ibiza Stories (van Lil' Kleine)                       | —          | —          | —           | —           | 6            | 4            |                                |
| Ghetto baby (met Henkie T)                                              | 18 februari 2022  | —                                                     | —          | —          | —           | —           | 57           | 1            |                                |
| Link me (met Trobi en Dopebwoy)                                         | 24 maart 2022     | Trobi on the beat                                     | —          | —          | —           | —           | 77           | 4            |                                |
| First day out 2                                                         | 25 maart 2022     | Most hated                                            | —          | —          | —           | —           | 21           | 4            |                                |
| Gabos                                                                   | 6 mei 2022        | Most hated                                            | —          | —          | —           | —           | 20           | 5            |                                |
| Klokken en stenen (met Esko en Lijpe)                                   | 27 mei 2022       | —                                                     | —          | —          | tip14       | —           | 12           | 4            | Goud in Nederland              |
| On me (met JayKoppig)                                                   | 10 juni 2022      | Most hated                                            | —          | —          | —           | —           | 41           | 3            |                                |
| Birkin bag (met Frenna)                                                 | 22 juli 2022      | Most hated                                            | —          | —          | —           | —           | 26           | 2            |                                |
| Certified steppers                                                      | 19 augustus 2022  | —                                                     | —          | —          | —           | —           | 74           | 2            |                                |
| Blijf soldaat                                                           | 16 september 2022 | Most hated                                            | —          | —          | —           | —           | 23           | 4            |                                |
| ABC (met Djaga Djaga)                                                   | 3 oktober 2022    | Beschadigd (van Djaga Djaga)                          | —          | —          | —           | —           | 22           | 3            |                                |
| One taker                                                               | 13 januari 2023   | Most hated                                            | —          | —          | —           | —           | 67           | 1            |                                |
| Fouten                                                                  | 17 februari 2023  | Most hated                                            | —          | —          | —           | —           | 34           | 4            |                                |
| All ice (met Josylvio)                                                  | 24 februari 2023  | Most hated                                            | —          | —          | —           | —           | 35           | 4            |                                |
| Yolo (met KA)                                                           | 24 februari 2023  | Most hated                                            | —          | —          | —           | —           | 46           | 2            |                                |
| Kipstraat (met Kevin)                                                   | 3 maart 2023      | Wonderland (van Kevin)                                | —          | —          | tip3        | —           | 6            | 13           | Goud in Nederland              |
| All Gas No Breaks (met Bigidagoe, Vic9, Djaga Djaga en Jaykoppig)       | 14 juni 2024      | —                                                     | —          | —          | —           | —           | tip12        | —            |                                |
| Body (met Idaly, Spanker en Cho)                                        | 13 september 2024 | —                                                     | —          | —          | —           | —           | 60           | 1            |                                |